# Унлинген
Унлинген (нем. Unlingen) — община в Германии, в земле Баден-Вюртемберг. 
Подчиняется административному округу Тюбинген. Входит в состав района Биберах.  Население составляет 2429 человек (на 31 декабря 2010 года). Занимает площадь 26,87 км².